# Пустовойтов Володимир Сергійович
Володимир Сергійович Пустовойтов (нар. 1 серпня 1948, село Старий Калкаїв, тепер Семенівського району Полтавської області) — український діяч, вчитель історії Криворізької загальноосвітньої середньої школи № 69 Дніпропетровської області. Народний депутат України 3-го скликання.

## Біографія
У 1966—1967 роках — учитель фізкультури і співів Новокалкаївської восьмирічної школи Полтавської області.
У 1967—1969 роках — служба в Радянській армії.
У 1969—1973 роках — студент Полтавського державного педагогічного інституту, вчитель історії і суспільствознавства.
У 1973—1976 роках — учитель історії, організатор позакласної роботи Красінської середньої школи Дніпропетровської області.
Член КПРС.
У 1976—1981 роках — директор Христофорівської середньої школи Дніпропетровської області.
У 1981—1991 роках — на партійній роботі у Дніпропетровській області. У 1988 році закінчив Вищу партійну школу при ЦК КПУ.
З 1991 до 1998 року — вчитель історії Криворізької загальноосвітньої середньої школи № 69 Дніпропетровської області. Член КПУ.
Народний депутат України 3-го демократичного скликання з .03.1998 до .04.2002, виборчий округ № 33, Дніпропетровська область. Член Комітету з питань прав людини, національних меншин і міжнаціональних відносин (з .07.1998). Член фракції КПУ (з .05.1998). Член Тимчасової спеціальної комісії ВР України з питань дотримання органами державної влади і місцевого самоврядування та їх посадовими особами, Центральною виборчою комісією норм виборчого законодавства під час підготовки і проведення виборів Президента України (з .05.1999).
Потім тимчасово не працював, пенсіонер.